# Perconia dilatata
Perconia dilatata är en fjärilsart som beskrevs av Embrik Strand 1912. Perconia dilatata ingår i släktet Perconia och familjen mätare. Inga underarter finns listade i Catalogue of Life.